# Jasutaka Cucui
Jasutaka Cucui (kandži: 筒井 康隆; rómadži: Yasutaka Tsutsui; *24. září 1934, Ósaka) je japonský spisovatel, dramatik, literární kritik, herec a jazzový klarinetista. Je autorem 35 románů a 55 povídkových souborů. Patří mezi nejvýznamnější představitele tzv. „nové vlny“ SF literatury. Debutoval roku 1965, za průlomové dílo se považuje sci-fi román Dívka, která proskočila časem (1967). Na protest proti omezování svobody slova odmítl v letech 1993–96 v Japonsku publikovat.
V Cucuiho tvorbě se často objevují groteskní motivy a parodie. Je znám svými povídkami, ve kterých některé negativní společenské jevy přivádí do absurdních rozměrů. Má blízko k autorům jako je Vonnegut, Borges nebo Lem.
V roce 1987 získal Tanizakiho cenu za knihu Rozcestí na zarostlém svahu snů a v roce 1989 Kawabatovu cenu. V roce 1997 mu francouzská vláda udělila řád Rytíře umění a literatury a v roce 2002 japonská vláda ocenila jeho literární činnost Medailí s purpurovou stuhou.
Je také autorem literárních předloh dvou anime filmů – Papriky režiséra Satoši Kona a Dívky, která proskočila časem  Mamoru Hosody.
Česky dosud vyšly jen tři jeho romány – Peklo, Konec stříbrného věku a Paprika.
Ještě před nimi vyšly však dvě jeho povídky. Povídka Stojící žena byla uveřejněna v antologii Vesmír je báječné místo pro život (Mladá fronta, 1987) a povídka Ukázková civilizace byla publikována v časopisu Nemesis (č. 10/1995).

## Dílo

### Romány
- Čtyři miliardy osm set milionů přeludů (1965) – parodie na nadvládu sdělovacích prostředků
- Dívka, která proskočila časem (1967) – známý také jako Dívka, která cestovala časem
- Samba o útěku a pronásledování (1971) – román o počítači ovládajícím svět
- Osm pohledů na rodinu (1972) – příběh o schopnosti číst myšlenky
- Rozcestí na zarostlém svahu snů (1987)
- Profesor Tadano z oddělení literatury (1990) – kritická satira na moderní společnost
- Gaspard po ránu (1992)
- Paprika (1993, česky - Odeon, 2013)
- Pták se zlatýma očima (1997)
- Peklo (2003, česky - Odeon, 2009)
- Konec stříbrného věku (2006, česky - Odeon, 2011) – román, ve kterém se důchodci vyvražďují na příkaz vlády

### Povídky
- Válka na Tókaidó (1965) – o válce mezi dvěma znepřátelenými skupinami Sil sebeobrany
- Vietnamská cestovní kancelář (1967) – o cestovní kanceláři, která své klienty vysílá do vietnamské války a na Měsíc